# Mammad Amin Rasulzadeh
Mammad Amin Rasulzadeh (en azerí: Məmməd Əmin Rəsulzadə, pronunciación: [/mæˈmæd æˈmin ɾæsulzɑːˈdæ/ /mæˈmæd æˈmin ɾæsulzɑːˈdæ/], en turco: Mehmet Emin Resulzade; Novxani, Bakú, Imperio ruso, 31 de enero de 1884– Ankara, Turquía, 6 de marzo de 1955) fue un estadista, académico, figura pública y el primer y único presidente de la República Democrática de Azerbaiyán (1918–1920). Su expresión "Bir kərə yüksələn bayraq, bir daha enməz!" ("¡La bandera una vez levantada nunca caerá!") se convirtió en el lema del movimiento emancipador en Azerbaiyán durante el siglo XX.

## Primeros años
Nacido en Novxanı, cerca de Bakú, Rasulzadeh recibió su educación en la Escuela Secundaría ruso-islámica, y luego en la Universidad Politécnica de Bakú. Durante su etapa escolar fundó la "Organización de la Juventud Islámica de Müsavat'', la primera organización secreta de la historia contemporánea de Azerbaiyán, y en 1903, Rasulzadeh comenzó a redactar numerosos artículos en varios periódicos y revistas de oposición. En aquel entonces, su plataforma anti-monárquica y sus demandas para la autonomía nacional de Azerbaiyán, lo alinearon con los socialdemócratas y con los futuros comunistas. En 1904, fundó el primer partido político socialdemócrata islámico llamado Hummet, y se convirtió en el edito jefe de los periódicos Takamul (1906–1907) y Yoldash (1907). También llegó a publicar artículos en diarios no partidistas como el Al-Hayat, Irshad y también en el Fuyuzat OCLC 50542738. Su obra dramática titulada "Las Luces en la Oscuridad" fue presentada en Bakú en 1908.
Rasulzade y sus colaboradores se convirtieron en representantes de la intelectualidad de su país. La mayoría de ellos, incluyendo Rasulzade, habían sido militantes de la sede en Bakú del Partido Obrero Socialdemócrata de Rusia (bolcheviques) en 1905. EN los archivos soviéticos, se encuentra una foto de Rasulzade junto con Prokofi Dzhaparidze y Meshadí Azizbékov, bolcheviques que posteriormente se hicieron famosos por ser parte de los 26 comisarios de la Comuna de Bakú, que fueron fusilados durante la guerra civil. Durante la Primera Revolución rusa (1905–1907), Rasulzade participó activamente en el desarrollo de la revolución. Según cuenta la historia, fue Rasulzade quién salvó a un joven Iósif Stalin en 1905 en Bakú, cuándo la policía buscaba a este último como un activo instigador de las rebeliones.
En 1909, bajo la persecución de autoridades zaristas, Rasulzade huyó de Bakú para participar en la Revolución Constitucional iraní de 1905-1911. Mientras estuvo en Irán, Rasulzade editó el diario Irán-e Azad, pasó a ser uno de los fundadores del Partido Demócrata de Persia y comenzó a publicar el diario ''Nuevo Irán'', la cual fue descrita como "el más grande, importante y conocido de los diarios persas, y el primero en aparecer con mayor cobertura de lo habitual en Europa". En 1911, Rasulzade publicó su obra "Saadet-e bashar" ("Felicidad de la Humanidad"), la cual justificaba la revolución.
Luego de que las tropas rusas ingresaran a Irán en 1911 y, en cooperación con británico, colaboraron con la Dinastía Kayar para poner fin a la Revolución Constitucional iraní, Rasulzade huyó hacia Estambul, que en entonces era la capital de Imperio otomano. Allí, tras la revolución de los Jóvenes Turcos, Rasulzade fundó una revista llamada Türk yurdu (La Tierra de los Turcos), en donde publicó su célebre artículo "İran Türkleri" sobre los turco-iraníes.

## El Partido Müsavat y la República Democrática de Azerbaiyán

Primera bandera de la República Democrática de Azerbaiyán (hasta el 9 de noviembre de 1918)

Después del Acto de Amnistía de 1913, dedicado al 300° aniversario de la dinastía Romanov, Rasulzade regresó a Bakú, dejó el partido Hummet donde era militante, y se unió al entonces secreto partido Müsavat (Igualdad) en 1913, la cual había sido fundada en 1911, el cual promovía inicialmente el panislamismo, el pan-turquismo y los ideales socialistas, o más precisamente, el panislamismo pero con afinidad hacia mayores vínculos culturales en el mundo turcomano, y que se convirtió eventulamente en un partido nacionalista azerí, y Rasulzade se convirtió en su líder. En 1915 comenzó a circular el periódico del partido "Açıq Söz" (Palabra Abierta), que cesó sus funciones en 1918. Tras el estallido de la revolución de febrero, el Müsavat junto con otros partidos políticos secretos del imperio ruso fueron rápidamente legalizados y se convirtió en el principal partido político de los musulmanes cáucasicos, luego de que se fusionara con el Partido de los Federalistas Túrquicos al mando de Nasib Yusifbeyli. La revolución de octubre de 1917 condujo a la separación de Transcaucasia de Rusia y Rasulzade se convirtió en el líder de la facción islámica del Seym, el parlamento de la República Democrática Federal de Transcaucasia. Tras la disolución de esta república, la facción musulmana se reorganizó en el Consejo Nacional de Azerbaiyán, cuyo líder, Rasulzade, fue elegido por unanimidad en mayo de 1918.
El 28 de mayo de 1918, el Consejo Nacional de Azerbaiyán al mando de Rasulzade, declaró el establecimiento de la República Democrática de Azerbaiyán. Durante aquello, Rasulzade también se dedicó a la fundación de la Universidad Estatal de Bakú en 1919, junto con el ministro de Educación Rashid Khan Gaplanov, y financiado por el barón del petróleo Haji Zeynalabdin Taghiyev. Rasulzade enseñó literatura turca en aquella Universidad.
Después del derrumbamiento de República Democrática de Azerbaiyán en abril de 1920, Rasulzade dejó Bakú y fue a esconderse en el pueblo montañoso de Lahij para dirigir la resistencia a la sovietización, pero en agosto de 1920, después de que el ejército rojo aplastara las rebeliones de Ganya, Karabaj, Zaqatala y Lankaran, dirigidos por ex-oficiales del Ejército Nacional de Azerbaiyán, Rasulzade fue arrestado y trasladado a Bakú. Fue sólo debido a que había rescatado Iósif Stalin en 1905, que Rasulzade fue puesto en libertad y trasladado de Azerbaiyán hacia Rusia. Durante los próximos dos años, Rasulzade trabajó como el representante de prensa en la Comisaría de Naciones en Moscú. Fue enviado a San Petersburgo en 1922, en donde escapó hacia Finlandia.

## Exilio
Durante el resto de su vida, Rasulzade vivió en el exilio, comenzando en Turquía. Sin embargo, la supresión de publicaciones de emigrantes en 1931, coincidieron con la expulsión de Rasulzade de Turquía, quienes algunos lo vieron como resultado de la presión del gobierno soviético. En el exilio, Rasulzade publicó un panfleto titulado O Pantiurkizme v sviazi s kavkazskoi problemoi (О Пантюркизме в связи с кавказской проблемой, el Pan-Turquismo relacionado al problema cáucasico), en el cual declaró firmemente su visión: el pan-turquismo es más un programa cultural que político. Así, viajó a Polonia en 1938, donde conoció a su esposa, Vanda, sobrina del estadista polaco Józef Piłsudski; posteriormente viaja a Rumanía en 1940. Finalmente, tras finalizar la Segunda Guerra Mundial, regresó a Ankara, Turquía en 1947, donde participó en las políticas de un marginalizado movimiento pan-turco. Debido a la sensibilidad de su presencia tanto en Turquía como en Irán, y siendo a menudo exiliado, Rasulzade "atesoraba malos recuerdos de ambas naciones". En su apelación hacia el pueblo azerí en 1953 a través de la Voz de América, hizo hincapié en su esperanza de que Azerbaiyán volvería a ser un estado independiente. Falleción en 1955, un hombre destrozado según Thomas Goltz, y fue enterrado en el cementerio Cebeci Asri en Ankara.

## Legado y honores

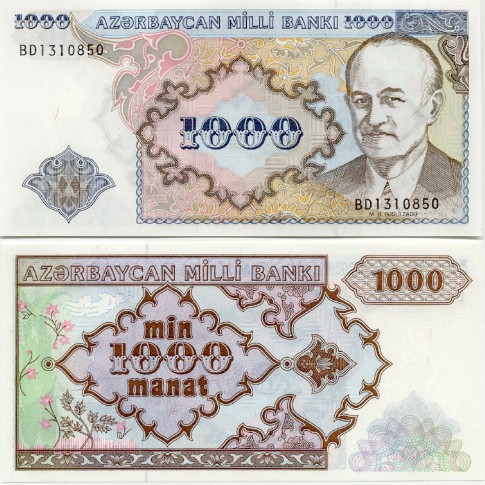
Moneda azerí: 1000 Manat (1993) en donde se retrató el rostro de Mammed Amin Rasulzade, hasta el año 2001.

Rasulzade fue conmemorado por numerosos monumentos y memoriales en toda Azerbaiyán, como en la Universidad Estatal de Bakú, el cual fue nombrado en su honor. Rasulzade fue representado en el anverso del billete azerí de 1.000 manats entre los años 1993-2006.
En su honor, existe la Escuela Secundaria Mehmet Emin Rasulzade en Ankara, Turquía.

## Obras destacadas
Entre las principales obras de Rasulzade se encuentran:
- Las Luces en la Oscuridad. (Obra de teatro, 1908, no publicado)
- El Crítico del Partido de Etidaliyyun. Teherán, 1910 (en persa)
- La Felicidad de la Humanidad (Saadet-e basher). Ardebil, 1911 (en persa)
- Una Vida Infeliz (Aci bir hayat). Bakú, 1912
- Dos Visiones sobre la Forma de Gobernar (junto con Akhmet Salikov). Moscú, 1917
- El Rol de Müsavat en la Formación de Azerbaiyán. Bakú, 1920
- La República de Azerbaiyán: Características, Formación y Estado Contemporáneo. Estambul, 1923
- Sayavush de Nuestro Siglo. Estambul, 1925
- Turcos Caucásicos. Estambul, 1928
- Panturanismo en relación con el Problema Caucásico. París, 1930 (en ruso), reimpreso con una instroducción en inglés en Oxford, 1985.
- Sobre la República de Azerbaiyán. Berlín, 1933 (en alemán)
- El Problema Azerí. Berlín, 1938 (en alemán)
- La Lucha de Azerbaiyán por la Independencia. Varsovia, 1939 (en polaco)
- Las Tradiciones Culturales de Azerbaiyán. Ankara, 1949
- Literatura Contemporánea de Aerbaiyán. Ankara, 1950
- Historia Contemporánea de Azerbaiyán. Ankara, 1951
- El Gran Poeta Azerí Nizami. Ankara, 1951
- Conciencia Nacional. Ankara, 1978
- Nasiman Yaqublu, "Enciclopedia Mohammed Amin Rasulzade" Book Club MMC, 2013, pp. 506.